# César Augusto Granados
César Augusto Granado, (Bachaquero, Estado Zulia, 18 de septiembre de 1929-Caracas, Distrito Capital, 24 de febrero de 2009) fue un humorista, imitador y actor venezolano, conocido por sus interpretaciones en Radio Rochela, y por su apodo "Bólido". En la actualidad es recordado como uno de los más importantes Maestros del Humor de la comedia Venezolana.

## Biografía
Nació en Bachaquero, Estado Zulia el 18 de septiembre de 1929, a los 15 años se muda a Caracas para continuar con los estudios, estudió en el Orfeón de Arquitectura y participó también de los shows de Arquitectura, de donde salieron los elementos que dieron origen a Radio Rochela. 

### Inicios en la Televisión
Se dio a conocer en la Radio Rochela  por las imitaciones que hacía de cantantes y políticos de la época siendo los más conocidos Felipe Pirela y Daniel Santos, parodiando a cantantes como Toña La Negra y Magdalena Sánchez, siendo la más conocida, su imitación del presidente Luis Herrera Campins, que incluso lo llevó a conocerlo en persona, otorgándole un reconocimiento por su forma única de causar risa, después de varios años en el programa, ayudó a su hijo Félix Granados a que ingresara al programa, más tarde debido a problemas de salud abandonaría el programa cada cierto tiempo.

## Vida personal
Era conocido por ser un hombre cómico en todos los momentos de su vida, su último matrimonio fue con Carmen de Granados con quien estuvo casado por 33 años y tuvieron tres hijos, anteriormente estuvo casado con Maria Guerra con quien también tuvo 3 hijos. Adicionalmente cuenta con 2 matrimonios anteriores de los cuales derivaron 8 hijos. 
Su penúltimo hijo decidió seguir sus pasos e ingresó a la comedia al igual que su padre, imitando, sufría obesidad por lo cual tenía muchos problemas de salud.

## Fallecimiento
Falleció en Caracas, el 24 de febrero de 2009, a causa de un paro respiratorio a los 79 años, así lo daría a conocer su viuda y su hijo por las redes sociales, fue homenajeado por el canal RCTV, por trabajar 40 años en el canal, fue enterrado junto a su madre en el Estado Zulia.